# Jean-François Van de Velde (évêque)
Pour les articles homonymes, voir Jean-François Van de Velde et Van de Velde.
Jean-François Van de Velde, né le 8 septembre 1779 à Boom et décédé le 7 août 1838 à Gand, est un prêtre belge, vingtième évêque de Gand.

## Biographie
Ordonné prêtre en 1802, Van de Velde est sacré évêque de Gand le 8 novembre 1829 par Jean-Joseph Delplancq. Il occupe cette fonction jusqu’à sa mort en 1838.